# Luali
Luali é uma vila e comuna angolana que se localiza na província de Cabinda, pertencente ao município de Belize.